# Comité militaire de salut national
Le Comité militaire de salut national (arabe : المجلس العسكري للخلاص الوطني, CMSN) était un gouvernement militaire mauritanien qui a pris le pouvoir lors du coup d'État de 1979. Il a été installé par Mohamed Khouna Ould Haidalla, Ahmed Ould Bouceif et leurs collègues officiers, lors d'un coup d'État interne/militaire le 6 avril 1979, éliminant le colonel Moustapha Ould Mohamed Saleck du Comité militaire pour le redressement national (CMRN) du pouvoir effectif. Il est remplacé par Mohamed Mahmoud Ould Ahmed Louly en juin 1979. 
Haidalla deviendra plus tard le principal homme fort de l'armée et assumera les pleins pouvoirs lors du coup d'État de 1980, avant d'être déposé par le colonel Maaouiya Ould Sid'Ahmed Taya lors du coup d'État de 1984. Le CMSN est resté une institution jusqu'en 1992, date à laquelle Ould Taya a introduit un système démocratique multipartite à la suite du référendum constitutionnel de 1991. Il a été renversé lors du coup d'État de 2005.
La principale réalisation du CMSN a été de faire la paix avec le Front Polisario du Sahara occidental, qui combattait la Mauritanie depuis que le gouvernement du président Moktar Ould Daddah était entré dans la guerre du Sahara occidental en 1975. Le CMSN a opté pour un retrait complet du conflit, évacuant le sud du Río de Oro (qui avait été annexé sous le nom de Tiris al-Gharbiyya) et reconnaissant le Polisario comme représentant du peuple sahraoui. Cela a conduit à une crise dans les relations avec le Maroc, qui avait également annexé les deux tiers nord du Sahara, et faisait également face à la résistance sahraouie.